# Inline-Speedskating-Europameisterschaften

Inline-Speedskating

CERS-Logo

Die Inline-Speedskating-Europameisterschaften sind eine jährlich stattfindende Kontinentalmeisterschaft die vom europäischen Dachverband Confédération Européenne de Roller Skating – CERS vergeben und überwacht wird. Für viele europäische Länder ist diese gleichzeitig Qualifikation für die ebenfalls jährlich stattfindenden Weltmeisterschaften.
In den 1990er Jahren fand ein gravierender Wechsel statt, als die klassischen Rollschuhe (Rollschnelllauf) von den neuartigen Inline-Skates verdrängt wurden. Nach einer Übergangszeit, in der beide Sportgeräte benutzt werden konnten, lief am Ende kaum noch jemand mit Rollschuhen (Es ist bis Heute erlaubt, mit Rollschuhen bei Wettkämpfen zu starten). Der Wettkampf-Kurs bei den Europameisterschaften wird auf Bahn- und Straßen-Kursen, unterbrochen durch einen Ruhetag, ausgetragen. Ab 1996 kamen die Langstreckenrennen (Inlinemarathon) hinzu, die auf einem Stadtkurs ausgetragen werden.

## Austragungsorte
| Jahr | Austragungsort(e)                    |
| ---- | ------------------------------------ |
| 1989 | Pico                                 |
| 1990 | Inzell                               |
| 1991 | Pineto und Pescara                   |
| 1992 | Acireale                             |
| 1993 | Valence d’Agen                       |
| 1994 | Pamplona                             |
| 1995 | Praia da Vitória                     |
| 1996 | Saint-Brieuc und Lamballe            |
| 1997 | Roseto, Sulmona und Castel di Sangro |
| 1998 | Coulaines                            |
| 1999 | Zandvoorde, Ostende und Middelkerke  |
| 2000 | Latina                               |
| 2001 | Paços de Ferreira                    |
| 2002 | Valence d’Agen und Grenade           |
| 2003 | Padua und Abano Terme                |

| Jahr | Austragungsort(e)        |
| ---- | ------------------------ |
| 2004 | Heerde und Groningen     |
| 2005 | Jüterbog                 |
| 2006 | Cassano d’Adda           |
| 2007 | Estarreja und Ovar       |
| 2008 | Gera                     |
| 2009 | Ostende                  |
| 2010 | San Benedetto del Tronto |
| 2011 | Heerde und Zwolle        |
| 2012 | Szeged                   |
| 2013 | Almere                   |
| 2014 | Geisingen                |
| 2015 | Wörgl und Innsbruck      |
| 2016 | Heerde und Steenwijk     |
| 2017 | Lagos                    |
| 2018 | Ostende                  |

| Jahr | Austragungsort(e)                |
| ---- | -------------------------------- |
| 2019 | Pamplona                         |
| 2020 | Corona-bedingt nicht ausgetragen |
| 2021 | Canelas                          |
| 2022 | L’Aquila                         |
| 2023 | Valence-d’Agen                   |
| 2024 | Ostende                          |